# ۱۹۱۴

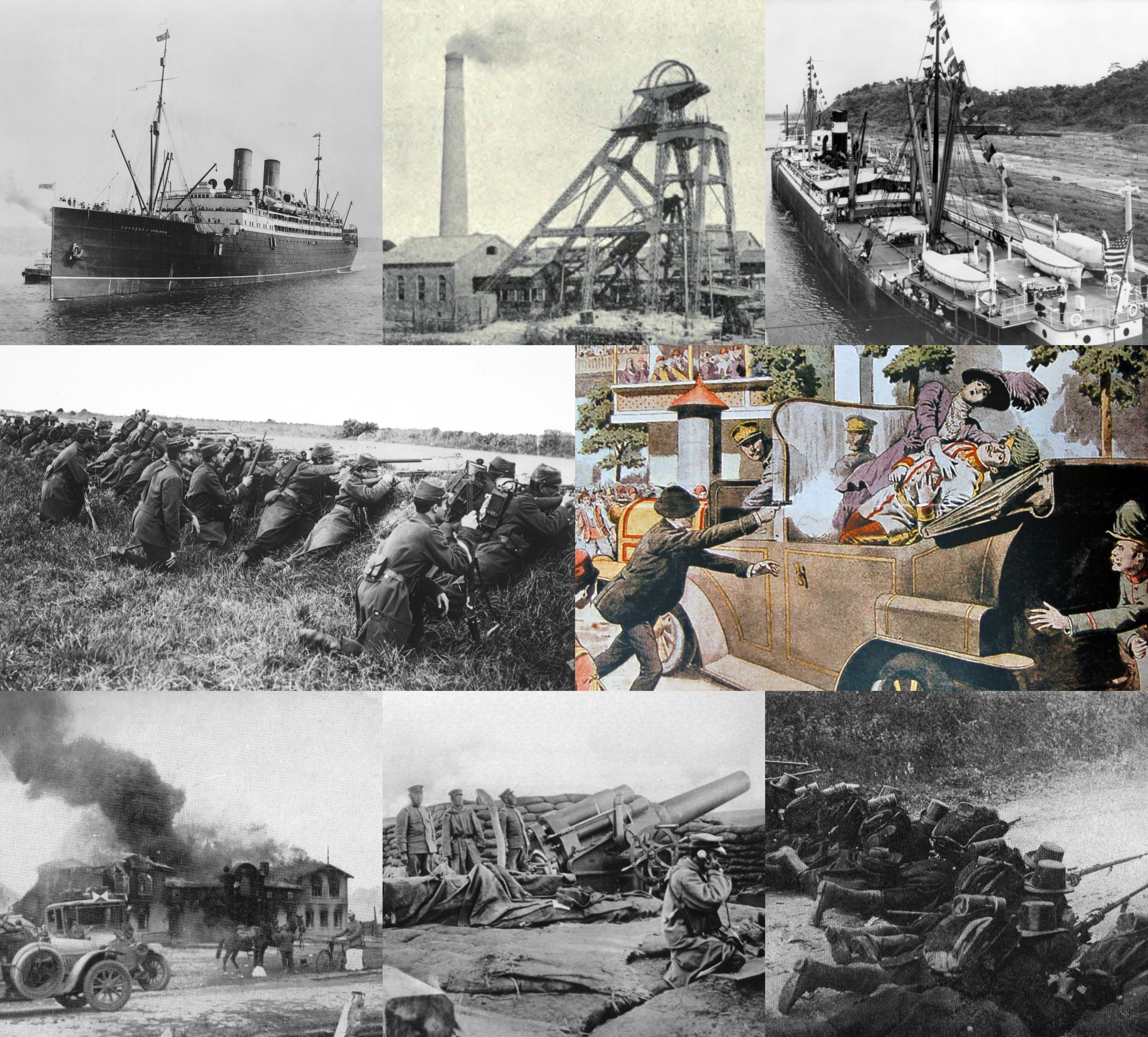

این صفحه فهرستی از وقایع مهم سال ۱۹۱۴ میلادی ارائه می‌کند.

## رویدادها

### ژانویه
- ۳ ژانویه - محمد پنجم، سلطان امپراتوری عثمانی، انور پاشا را به عنوان وزیر جنگ منصوب کرد.

### فوریه
- ۲ فوریه - راه‌آهن ۱۲۵۰ کیلومتری بین دارالسلام در ساحل اقیانوس هند و کیگوما در ساحل دریاچه تانگانیکا در آفریقای خاوری آلمان افتتاح شد.

### آوریل
- ۲۱ آوریل - اشغال وراکروس: با ادامه تنش دیپلماتیک بین ایالات متحده و مکزیک، نیروی دریایی ایالات متحده بندر وراکروس در شرق مکزیک را به اشغال خود درآورد.

### مه
- ۲۵ مه - مجلس عوام بریتانیا برای سومین بار قانون حاکمیت محلی ایرلند را تصویب کرد.

### ژوئن
- ۲۸ ژوئن - آرشیدوک فرانتس فردیناند، ولیعهد امپراتوری اتریش-مجارستان به دست گاوریلو پرنسیپ در سارایوو ترور شد. این حادثه یک ماه بعد موجب آغاز جنگ جهانی اول گردید.

### ژوئیه
- ۲۸ ژوئیه - جنگ جهانی اول با اعلان جنگ امپراتوری اتریش-مجارستان به صربستان آغاز شد.

### اوت
- ۱ اوت - جنگ جهانی اول: در پی ورود امپراتوری روسیه در حمایت از صربستان به جنگ با امپراتوری اتریش-مجارستان، امپراتوری آلمان به امپراتوری روسیه اعلان جنگ کرد.

### سپتامبر
- ۵ سپتامبر - جنگ جهانی اول: با ضدحمله نیروهای مشترک فرانسوی و بریتانیایی برای عقب راندن آلمانی‌ها از حومه پاریس، نبرد اول مارن آغاز شد.

### اکتبر
- ۹ اکتبر - جنگ جهانی اول: پس از دوازده روز محاصره، شهر آنتورپ در بلژیک به تصرف نیروهای آلمانی درآمد.
- ۲۰ اکتبر - جنگ جهانی اول: با غرق شدن گیلترا، کشتی باری بریتانیایی توسط اس‌ام او-۱۷، او-بوت آلمانی، برای نخستین بار در تاریخ یک کشتی تجاری به دست یک زیردریایی غرق شد.

### نوامبر
- ۹ نوامبر - جنگ جهانی اول: ناو سبک آلمانی اس‌ام‌اس امدن توسط ناو استرالیایی اچ‌ام‌ای‌اس سیدنی در جزایر کوکوس منهدم شد و خدمه باقیمانده آن به اسارت درآمدند.

### دسامبر
- ۲ دسامبر - جنگ جهانی اول: بلگراد، پایتخت پادشاهی صربستان به تصرف ارتش اتریش-مجارستان درآمد.

## زادروزها
- ۱ ژانویه – نور عنایت خان، شاعر و نویسنده بریتانیایی (د. ۱۹۴۴)
- ۱۰ فوریه – لری ادلر، آهنگساز و بازیگر آمریکایی (د. ۲۰۰۱)
- ۱۵ فوریه – کوین مک‌کارتی (هنرپیشه)، بازیگر آمریکایی
- ۸ مارس – یاکوف زلدوویچ، فیزیک‌دان و ستاره‌شناس اهل شوروی
- ۱۳ مارس – ادوارد اوهر، افسر آمریکایی (د. ۱۹۴۳)
- ۲۸ مارس – ادموند موسکی، افسر، دیپلمات، وکیل و سیاست‌مدار آمریکایی (د. ۱۹۹۶)
- ۳۰ مارس – سانی بوی ویلیام‌سون اول، موسیقی‌دان آمریکایی (د. ۱۹۴۸)
- ۸ آوریل – ماریا فلیکس، بازیگر مکزیکی
- ۱۳ آوریل – اورهان ولی، شاعر اهل ترکیه (د. ۱۹۵۰)
- ۴ مه - توشی‌هیکو ایزوتسو، مترجم قرآن به زبان ژاپنی
- ۱۸ ژوئن – ای. جی. مارشال، بازیگر آمریکایی
- ۱۹ ژوئن – آلن کرانستون، سیاست‌مدار آمریکایی (د. ۲۰۰۰)
- ۲۱ ژوئن – ویلیام ویکری، اقتصاددان آمریکایی
- ۱۴ ژوئیه - ناتالیا گینزبرگ، نویسنده ایتالیایی
- ۲۷ ژوئیه – گاستی هوبر، بازیگر اتریشی
- ۲ اوت – بیاتریس استرایت، بازیگر آمریکایی (د. ۲۰۰۱)
- ۳۰ اوت – جولی بیشاپ (هنرپیشه)، بازیگر آمریکایی (د. ۲۰۰۱)
- ۲ سپتامبر – لرد جرج براون، سیاست‌مدار بریتانیایی
- ۷ سپتامبر – جیمز وان آلن، فیزیک‌دان و ستاره‌شناس آمریکایی
- ۱۰ سپتامبر – رابرت وایز، تدوینگر، تهیه‌کننده، و کارگردان آمریکایی
- ۱ اکتبر – دانیل بورستین، کتابدار آمریکایی (د. ۲۰۰۴)
- ۱۵ اکتبر – محمد ظاهرشاه، سیاست‌مدار افغان
- ۱۶ اکتبر - محمد ظاهر شاه، آخرین پادشاه افغانستان
- ۱۹ اکتبر – جوانیتا مور، بازیگر آمریکایی (د. ۲۰۱۴)
- ۱۱ نوامبر – هاوارد فاست، نویسنده و فیلمنامه‌نویس آمریکایی
- ۱۳ نوامبر – آلبرتو لاتوادا، فیلمنامه‌نویس، بازیگر، و کارگردان ایتالیایی
- ۹ دسامبر – فرانسیس رید، بازیگر آمریکایی (د.۲۰۱۰)
- ۲۰ دسامبر – هری اف. بیرد، جونیور، افسر، ژورنالیست، و سیاست‌مدار آمریکایی (د.۲۰۱۳)
- ۲۶ دسامبر – ریچارد ویدمارک، بازیگر آمریکایی (د. ۲۰۰۸)

## درگذشت‌ها
- ۱۶ مارس – چارلز آلبرت گوبات، سیاست‌مدار سوئیسی (ز. ۱۸۴۳)
- ۲۵ مارس – فردریک میسترال، زبان‌شناس، نویسنده، و شاعر فرانسوی (ز. ۱۸۳۰)
- ۱۴ ژوئن – آدلی استیونسون یکم، سیاست‌مدار آمریکایی (ز. ۱۸۳۵)
- ۲۸ ژوئن - ترور آرشیدوک فرانتس فردیناند
- ۲۰ اوت – پیوس دهم، کشیش ایتالیایی (ز. ۱۸۳۵)
- ۲۷ اوت – اویگن بوم فن باورک، اقتصاددان اتریشی (ز. ۱۸۵۱)
- ۲۲ سپتامبر – آلن فورنیه، نویسنده فرانسوی (ز. ۱۸۸۶)
- ۳ نوامبر – گئورگ تراکل، شاعر اتریشی (ز. ۱۸۸۷)
- 1 دسامبر - آلفرد تیر ماهان ، نظامی و افسر نیرو دریایی بیریتانیا (ز.۱۸۴۰)